# Clan Chōsokabe
Il clan Chōsokabe (長宗我部氏?, Chōsokabe-shi, noto anche come Chōsokame (長曾我?)), fu un potente clan di samurai del Giappone medievale durante l'epoca Sengoku e dominò principalmente nell'isola di Shikoku.

## Storia
La tradizione li riteneva discendenti dell'imperatore cinese Qin Shi Huang, ma la famiglia si affermò nel secolo XII ottenendo il rango di Jitō (vice amministratori) della provincia di Tosa.
Dopo esser stati vassalli dei clan Hosokawa e Miyoshi, divennero, durante la prima parte del Periodo Sengoku, vassalli del clan Ichijō, che era stanziato nella provincia di Tosa, nella parte sud-occidentale dell'isola di Shikoku. Già dai primi momenti del periodo Sengoku, infatti, Chōsokabe Kanetsugu morì contro il clan Motoyama, e suo figlio Kunichika fu quindi allevato dall'aristocratico Ichijō Husaie. In seguito, mentre si avvicinava alla morte, Kunichika si vendicò contro il clan Motoyama e li distrusse con l'aiuto degli Ichijō nel 1560. I figli di Kunichika, incluso Motochika, suo erede e futuro daimyō del clan, sarebbero presto destinati ad unificare tutta Shikoku.
L'ascesa del clan si deve infatti a Motochika in persona, che riuscì ad imporsi su tutta l'isola di Shikoku nel 1584 sconfiggendo i suoi rivali. I primi a cadere furono gli stessi Ichijō, rovesciati nel 1574. Motochika si impose in seguito in tutto il resto di Tosa dopo la battaglia di Watarigawa nel 1575, per poi distruggere i Kōno e Sogo. Il suo potere su tutta Shikoku si impose definitivamente nel 1583.
Purtroppo, la fortuna dei Chōsokabe si rivelò invero assai effimera: nel 1585, Toyotomi Hideyoshi iniziò una campagna per conquistare tutta Shikoku, formata da un totale di 100'000 uomini guidati dai suoi seguaci Ukita Hideie, Kobayakawa Takakage, Kikkawa Motonaga, Toyotomi Hidenaga e Toyotomi Hidetsugu. In un anno, i Chōsokabe furono facilmente sconfitti, e Motochika, costretto alla resa, rinunciò alle province di Awa, Sanuki e Iyo, potendo governare solo su Tosa. Motochika e suo figlio Nobuchika parteciparono all'invasione della vicina isola di Kyūshū, durante la quale Nobuchika perse la vita. Nel 1590, Motochika guidò una flotta navale nell'assedio di Odawara, e partecipò anche alle invasioni in Corea insieme a Hideyoshi in persona nel 1592.
Dopo la morte di Motochika nel 1599, all'età di sessantun anni, gli successe il figlio Morichika, che guidò le forze del suo clan in supporto a Toyotomi, ora guidato da Ishida Mitsunari, nella battaglia di Sekigahara (1600). La battaglia si risolse in una vittoria della coalizione guidata da Tokugawa Ieyasu, a seguito della quale i Chōsokabe persero anche il loro dominio di Tosa, ma l'assedio di Osaka nel 1615 fu il colpo di grazia definitivo per il clan, in quanto, dopo la battaglia, Morichika e i suoi figli furono giustiziati; in tal modo, il clan cessò di esistere come forza militare.
Shirō Sōkabe, missionario del XIX secolo, fu discendente del clan Chosokabe.

## Albero genealogico
- Chōsokabe Kanetsugu; Capo clan;
  - Chōsokabe Kunichika (1503-1560); Capo clan; 
    - Chōsokabe Motochika (1539-1599); Capo clan; daimyō di Tosa
      - Chōsokabe Nobuchika
      - Chōsokabe Chikakazu
      - Chōsokabe Chikatada
      - Chōsokabe Morichika; Capo clan;
        - Chōsokabe Moritaka
        - Chōsokabe Morinobu
        - Chōsokabe Moriyasu

      - Chōsokabe Yasutoyu

    - Chōsokabe Chikayasu
    - Chōsokabe Chikasada
    - Chōsokabe Chikamasu

## Capi clan noti
1. Chōsokabe Yoshitoshi (長宗我部能俊, ? – ? )
2. Chōsokabe Toshimune (長宗我部俊宗, ? – ? )
3. Chōsokabe Tadatoshi (長宗我部忠俊, ? – ? )
4. Chōsokabe Shigeuji (長宗我部重氏, ? – ? )
5. Chōsokabe Ujiyuki (長宗我部氏幸, ? – ? )
6. Chōsokabe Kiyoyuki (長宗我部満幸, ? – ? )
7. Chōsokabe Kanemitsu (長宗我部兼光, ? – ? )
8. Chōsokabe Shigetoshi (長宗我部重俊, ? – ? )
9. Chōsokabe Shigetaka (長宗我部重高, ? – ? )
10. Chōsokabe Shigemune (長宗我部重宗, ? – ? )
11. Chōsokabe Nobuyoshi (長宗我部信能, ? – ? )
12. Chōsokabe Kaneyoshi (長宗我部兼能, ? – ? )
13. Chōsokabe Kanetsuna (長宗我部兼綱, ? – ? )
14. Chōsokabe Yoshishige (長宗我部能重, ? – ? )
15. Chōsokabe Motochika (長宗我部元親, ? – ? )
16. Chōsokabe Fumikane (長宗我部文兼, ? – ? )
17. Chōsokabe Motokado (長宗我部元門, ? –1471)
18. Chōsokabe Katsuchika (長宗我部雄親, ? –1478)
19. Chōsokabe Kanetsugu (長宗我部兼序, ? –1518)
20. Chōsokabe Kunichika (長宗我部国親, 1504–1560)
21. Chōsokabe Motochika (長宗我部元親, 1539–1599)
22. Chōsokabe Morichika (長宗我部盛親, 1575–1615)
23. Chōsokabe Moritsune (長宗我部盛恒, ? –1615)

## Altri servitori noti del clan
- Tani Tadasumi
- Hisatake Chikanao
- Hisatake Chikanobu
- Yoshida Takayori
- Yoshida Shigetoshi
- Yoshida Masashige

## Curiosità
- I Chosokabe sono un clan giocabile in Total War: Shogun 2, oltre che a essere presenti in Sengoku e come fazione rilasciabile in Europa Universalis IV.